# Ponte Maior de Ourense

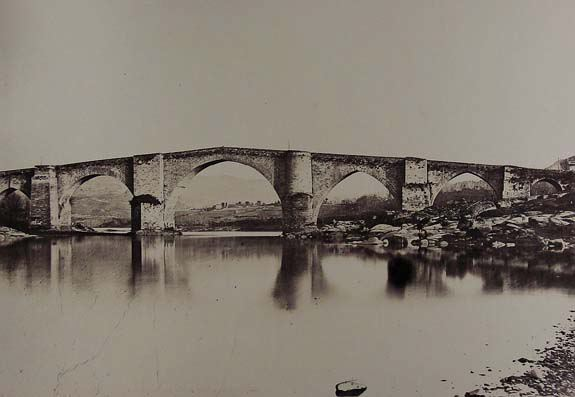
Fotografia da ponte em 1867.

A Ponte Maior de Ourense, também chamada Ponte Romana, Ponte Medieval ou Ponte Velha, é uma ponte sobre o rio Minho situada no centro histórico da cidade de Ourense, na comunidade autónoma da Galiza, Espanha. 
Segundo a tradição a ponte teria sido construída durante o reinado do imperador romano Trajano, mas na realidade foi no reinado de Augusto, no século I d.C. Apenas a parte inferior dos pilares (algumas pedras das bases segundo algumas fontes) é da ponte original romana. A ponte fazia parte de um ramal da estrada romana Via XVIII (também chamada Geira ou Via Nova) do Itinerário de Antonino. Foi restaurada em mais do que uma ocasião ao longo da história e o seu aspeto atual é em grande parte o resultado das obras do século XVII.
A primeira menção escrita à ponte é de 1119 — no testamento de Urraca I de Leão são mencionadas as obras de restauro da ponte. A situação estratégica da ponte como nó de comunicações no centro da então província da Galécia contribuiu muito para o desenvolvimento de Ourense nos séculos seguintes à sua construção. No século XII o arco principal da ponte cedeu, o que originou uma série interminável de reparações e derrubamentos que só ficaram concluídos no século XVII. As obras finais desse século foram dirigidas por Melchor de Velasco Agüero e deram à ponte o seu aspeto atual, marcadamente medieval apesar de se manterem alguns elementos romanos originais como alguns dos arcos.
Em meados do século XIX, aquando da abertura da estrada Villacastín-Vigo, foi demolida a torre existente na ponte, que figura no escudo de Ourense. A ponte foi declarada monumento histórico por decreto da Jefatura del Estado de 6 de abril de 1961. Atualmente, após ter sido fechada ao tráfego motorizado em 1989, é um dos três símbolos principais da cidade, juntamente com As Burgas e a Catedral de São Martinho.